# Cindy Wong
Cindy Wong, Cindy Siuyan Wong, MBBS (hons) FRACP FRCPA född i Hongkong 7 januari 1959, uppväxt och utbildad i Australien. Sedan 2004 medicinsk chef för bioteknikföretaget Q-Med i Uppsala.